# Cinelli-Endeka-OPD/2007
Deze pagina geeft een overzicht van de wielerploeg Cinelli-Endeka-OPD in  2007.

## Algemeen
Algemeen manager: Simone Biasci
Ploegleiders: Antonio Cibei, Simone Mori, Aleksandar Nikacevic
Fietsmerk: Cinelli

## Renners
| Naam                                 | Geboortedatum | Nationaliteit | Ploeg 2006                                |
| ------------------------------------ | ------------- | ------------- | ----------------------------------------- |
| Alexandre Bazhenov                   | 26-04-1981    | Rusland       | Naturino-Sapore di Mare                   |
| Gianluca Cavalli                     | 12-03-1978    | Italië        | Geen                                      |
| Gianluca Coletta                     | 15-09-1981    | Italië        |                                           |
| Juan Pablo Dotti                     | 24-06-1984    | Argentinië    | Neo                                       |
| Alfonso Falzarano                    | 15-04-1976    | Italië        | Geen                                      |
| Ivan Fanelli                         | 13-10-1978    | Italië        | Amore & Vita-McDonald's                   |
| Stefan Koysjev Hristov               | 12-07-1978    | Bulgarije     | Tzar Simeon-MBN                           |
| Oleksandr Kvatsjoek                  | 23-07-1983    | Oekraïne      | Team 3C Casalinghi                        |
| Damian Martinez (tot 18-07)          | 02-08-1979    | Cuba          | Neo                                       |
| Giordano Montanari                   | 17-04-1981    | Italië        | Geen                                      |
| Jesús Perez (vanaf 19-07)            | 15-07-1984    | Venezuela     | Gobernación del Zulia-Alcaldía de Cabimas |
| Igor Pugaci                          | 05-01-1975    | Moldavië      | Geen                                      |
| Maxim Roedenko                       | 12-10-1979    | Oekraïne      | Ceramica Flaminia                         |
| Alexey Shchebelin                    | 13-07-1981    | Rusland       | Ceramica Flaminia (stage)                 |
| Vladimir Smirnov                     | 13-04-1978    | Litouwen      | Geen                                      |
| Yauheni Sobal                        | 07-04-1981    | Wit-Rusland   | Geen                                      |
| Juan David Torres                    | 26-02-1986    | Venezuela     | Neo                                       |
|                                      |               |               |                                           |
| Darwin Luis Urrea Vergara (stagiair) | 10-11-1985    | Venezuela     | Neo                                       |

2006 · 2007 · 2008 · 2009